# The Third Wish
The Third Wish es una película estadounidense de comedia y romance de 2005, dirigida por Shelley Jensen, escrita por Jenna Mattison, musicalizada por Dave Porter, en la fotografía estuvo Joplin Wu y los protagonistas son Jenna Mattison, Sean Maguire y Armand Assante, entre otros. El filme fue producido por Cheshire Smile Productions, The Third Wish LLC y Skyway Productions; se estrenó el 22 de abril de 2005.

## Sinopsis
A la empleada de una tienda de libros, Maggie, se le conceden tres deseos luego de hallar un ejemplar de la primera edición de Great Expectations, una obra de Charles Dickens.